# Czesław Białobrzeski
Czesław Białobrzeski (* 31. August 1878 in Poschechonje bei Jaroslawl, Russisches Kaiserreich; † 12. Oktober 1953 in Warschau) war ein polnischer theoretischer Physiker und Astronom.
Białobrzeski studierte von 1896 bis 1901 an der Kiewer Universität und von 1908 bis 1910 bei Paul Langevin am Pariser Collège de France. Damals arbeitete er noch überwiegend experimentell. 1913 reichte er in Kiew seine Magisterarbeit ein. 1914 wurde ihm der Lehrstuhl für Experimentalphysik an der Jagiellonen-Universität angeboten, den er aber wegen des Ersten Weltkriegs nicht antreten konnte. Inzwischen wechselte er zur Theoretischen Physik. 1919 ging er wieder nach Polen, war zunächst ein Jahr in Krakau und dann Professor für Theoretische Physik an der Universität Warschau. Er war Mitglied der Polnischen Akademie der Wissenschaften (PAU) ab 1921, der Polnischen Akademie der Wissenschaften (PAN) ab 1952, der Warschauer Wissenschaftlichen Gesellschaft ab 1922. 1934 bis 1938 war er Vorsitzender der Polnischen Physikalischen Gesellschaft.
Er ist der Verfasser von etwa 100 Abhandlungen über Thermodynamik, Relativitätstheorie, Quantenphysik, Struktur und Evolution von Gestirnen, Spektrografie, Astrophysik und Philosophie der Physik.
Bialobrzeski war der Erste, der auf die Rolle der Strahlung in der Stabilität von Sternen hinwies, in einer Arbeit von 1913. Sie fand zwar in Polen die Aufmerksamkeit zum Beispiel von Marian Smoluchowski, international wurde sie aber durch die Behandlung des Themas durch den berühmten Astrophysiker Arthur Eddington drei Jahre später in den Schatten gestellt und Bialobrzeskis Anspruch geriet von wenigen Ausnahmen abgesehen in Vergessenheit. 1931 veröffentlichte er das Buch La Thermodynamique des Etoiles in Paris.
Zu seinen Studenten gehörte Myron Mathisson.